# Gervinho
Gervais Yao Kouassi, mais conhecido como Gervinho (Ányama, 27 de maio de 1987) é um futebolista marfinense que atua como ponta-esquerda. Atualmente está sem clube.
Ganhou seu apelido nas categorias de base do ASEC Mimosas, seu primeiro clube. Tal categoria da equipe, na época, era dirigida pelo já falecido técnico brasileiro Joel Carlos Gustavo, que chamava todos os garotos do clube por apelidos aportuguesados criados por ele.

## Clubes

### Beveren
No verão de 2005 ele se juntou a Romaric, Emmanuel Eboué e Boubacar Barry na Bélgica, atuando na Jupiler League com a camisa do Beveren. Durante um período de 2 temporadas, de 2005 a 2007, ele marcou 14 gols em 61 jogos.

### Le Mans
No final da temporada 2006/07 mudou-se para a Ligue 1 ao Le Mans, onde jogou novamente ao lado de Romaric. Ele marcou dois gols na sua temporada de estreia na Ligue 1, com um deles vindo contra o rival Nancy. Gervinho marcou 9 vezes em 59 aparências por 2 temporadas com o clube.

### Lille
Foi anunciado em 21 de julho de 2009, que Gervinho havia se juntado ao Lille, para uma taxa relatada de cerca de 6 milhões de euros em um contrato de três anos. Em sua primeira temporada ele marcou 13 vezes em 32 jogos pelo time. Em sua segunda temporada, ele fez 42 aparições em todas as competições, marcando 18 gols para ajudar sua equipe vencer a Ligue 1 e a Copa da França.

### Arsenal
Em 11 de julho de 2011, o técnico do Arsenal, Arsène Wenger confirmou a assinatura de Gervinho com o clube londrino. Segundo a imprensa britânica, o atacante custou 10milhões e meio de euros aos Gunners.
Estreou em 23 de julho, num jogo amistoso contra o FC Köln, onde Gervinho marcou os dois gols da vitória do Arsenal por 2-1.

### Roma
No dia 8 de agosto de  2013, o Arsenal vendeu Gervinho para A.S Roma por €8 milhões. Ele fez sua primeira aparição na Roma no banco de reservas numa partida contra Livorno no dia 25 de agosto. No dia 25 de Setembro Gervinho marcou seu primeiro gol oficial pela Roma o mesmo chutou a queima roupa após passe de Totti selando 2 - 0 derrotando o Sampdoria. Nas partidas seguintes da Serie A ele ajudou a Roma a chegar num recorde de seis vitórias no começo do campeonato ao marcar dois gols na derrota do Bologna por 5 - 0.
Nas quartas de final da copa italiana no dia 21 de janeiro de 2014 Gervinho marcou o único gol do jogo com uma finalização acrobática de um passe de Kevin Strootman para ultrapassar a Juventus e chegar às semifinais. Na partida de ida da semifinal com o Napoli, em 5 de fevereiro, Gervinho marcou duas vezes, incluindo um gol no final do jogo, que mandou a Roma para a segunda partida com uma vantagem de 3 a 2.
Gervinho marcou no segundo gol da Roma em uma vitória por 2-0 sobre a Fiorentina para iniciar a temporada 2014-15. Ele marcou seus primeiros gols na competição europeia para a Roma em 17 de setembro de 2014, marcando duas vezes na vitória por 5 a 1 na fase de grupos da Liga dos Campeões sobre o CSKA Moscou.

### Hebei China Fortune
Em 26 de janeiro de 2016, a Roma vendeu o marfinense por € 18 milhões (R$ 80 milhões) para o Hebei China Fortune, clube recém promovido para a Primeira Divisão da China.

### Aris Thessaloniki
Em 16 de julho de 2022, Gervinho foi contratado pelo Aris Thessaloniki.

## Seleção Marfinense

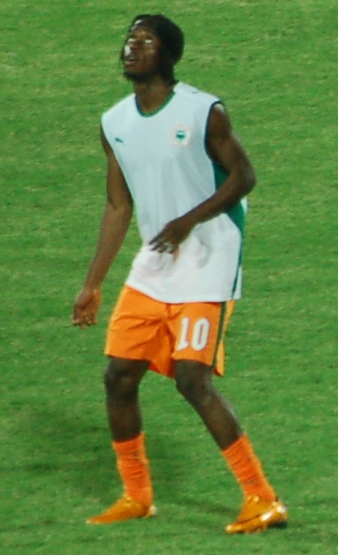
Gervinho durante as Olimpíadas de 2008.

Foi convocado para a equipe principal da Costa do Marfim, pela primeira vez para os amistosos contra Angola e Qatar em novembro de 2007, e foi escolhido para a equipe participante da Copa das Nações Africanas de 2008 em Gana, onde usou o número 97 na camisa. Ele fez sua estreia competitiva para a equipe durante a competição, onde ele fez duas aparições como substituto.
Representou o seu país nos Jogos Olímpicos de Verão de 2008, onde era o capitão. Depois da Seleção Marfinense perder para a Argentina na primeira partida, Gervinho marcou um gol e deu passe para outros dois em uma vitória por 3-2 sobre a Seleção Sérvia.
Gervinho participou apenas de três jogos, todos como um substituto, nas eliminatórias para a Copa do Mundo de 2010, mas ainda assim marcou duas vezes. Em 15 de junho de 2010, jogou sua primeira partida em uma Copa do Mundo. Ele jogou 82 minutos na Costa do Marfim no jogo de abertura do Grupo G contra Portugal, que terminou em 0-0. No total, ele apareceu três vezes na Copa do Mundo.

### Copa do Mundo de 2014
Gervinho esteve presente na Copa do Mundo de 2014 realizado no Brasil. Gervinho foi um dos principais jogadores da Seleção Marfinense durante a competição, porém sua seleção foi eliminada na primeira fase. Teve boa atuação na estreia na vitória por 2x1 sobre o Japão, e marcou um golaço numa derrota sofrida para a Colômbia de James Rodríguez e Cuadrado por 2x1.

## Títulos
Lille
- Ligue 1: 2010–11
- Coupe de France: 2010–11

Trabzonspor
- Campeonato Turco: 2021–22

Costa do Marfim
- Campeonato Africano das Nações: 2015